# Joachim Werner
Joachim Werner (* 23. Dezember 1909 in Berlin; † 9. Januar 1994 in München) war ein deutscher Archäologe, der insbesondere die deutsche Frühmittelalterarchäologie prägte. Die meisten Professuren mit Schwerpunkt im Bereich des frühen Mittelalters waren in der zweiten Hälfte des 20. Jahrhunderts mit seinen akademischen Schülern (teilweise auch in der Enkelgeneration) besetzt.

## Leben
Joachim Werner machte am Französischen Gymnasium in Berlin Abitur und begann 1928 das Studium der Vor- und Frühgeschichte, der Klassischen Archäologie und alten sowie mittleren Geschichte. Zu seinen Lehrern gehörten unter anderen Max Ebert und Wilhelm Unverzagt in Berlin, Oswald Menghin in Wien und Gero von Merhart in Marburg. In Marburg wurde er am 7. Dezember 1932 mit einer Arbeit über „Münzdatierte austrasische Grabfunde“ promoviert, die von Hans Zeiss angeregt den Versuch unternahm, anhand münzführender Gräber eine absolute Chronologie der Merowingerzeit zu erarbeiten. Wenn auch manches inzwischen revidiert werden musste, so stellt die Arbeit doch einen Meilenstein in der Kenntnis des frühen Mittelalters dar.
Nach der „Machtergreifung“ der Nationalsozialisten trat er 1933 der SA, nach der Beendigung des Aufnahmestops 1937 auch der NSDAP bei. 1933/1934 hatte er das Reisestipendium des Deutschen Archäologischen Instituts. 1938 habilitierte er sich bei Hans Zeiss an der Universität Frankfurt mit einer Arbeit über „Die Zierscheiben des Thorsberger Moorfundes. Ein Beitrag zur frühgermanischen Kunst- und Religionsgeschichte“. Er wurde von 1939 bis 1945 mehrfach zur Wehrmacht einberufen. Er lehrte von 1942 an als Professor für Vor- und Frühgeschichte an der Reichsuniversität Straßburg. Im Jahr 1945 erfolgte die Militärinternierung in der Schweiz. Er bearbeitete das Gräberfeld von Bülach. Von 1946 bis 1947 übernahm er eine Vertretung des Lehrstuhles des gefallenen Hans Zeiss in München. Von 1948 bis zu seiner Emeritierung 1974 war er Professor an der Universität München.
Werner wurden zahlreiche Mitgliedschaften und Ehrungen zugesprochen. 1936 wurde er korrespondierendes, 1943 ordentliches Mitglied des Deutschen Archäologischen Instituts, 1953 der Römisch-Germanischen Kommission, 1953 wurde er ordentliches Mitglied der Philosophisch-historischen Klasse der Bayerischen Akademie der Wissenschaften. Ihm wurde 1990 der Ehrendoktortitel der Jagiellonen-Universität in Krakau verliehen.
Das wissenschaftliche Interesse galt der vorrömischen Eisenzeit und der germanischen Ethnogenese, spätantiken Kastellen, merowingerzeitlichen Gräberfeldern und Prunkgräbern, den Reiternomaden des frühen Mittelalters, der Kunst der Karolingerzeit. Hinzu kommen weitere vergleichende Forschungen zu Prunkgräbern in Südkorea.
Von München aus konnte er zahlreiche Grabungsprojekte durchführen, vor allem in spätrömischen Kastellen: Epfach (1953–1957), Goldberg bei Türkheim (1958–1961), Kastell Isny (1966–1970), Münsterberg Breisach, Burg Sponeck bei Jechtingen, Kellmünz (1986–1993). Weitere Grabungsprojekte fanden in Österreich, Italien und Slowenien statt: Kuchl, Invillino in Friaul, Hrušica und Vranje.
Organisatorischer Rahmen dafür war zumeist die von Werner initiierte „Kommission zur archäologischen Erforschung des spätrömischen Raetien“ bei der Bayerischen Akademie der Wissenschaften. Mit der Publikation des Gräberfeldes von Mindelheim erarbeitete Werner ein Chronologiesystem anhand der Gürtelschnallen, das später von Rainer Christlein anhand des Gräberfeldes von Marktoberdorf modifiziert wurde. Es ist bis heute wichtige Grundlage der relativen Chronologie der Merowingerzeit.
Werner promovierte 33 Studenten (darunter Bernhard Overbeck, Hans-Jörg Kellner, Gerhard Fingerlin, Erwin Keller, Hermann Dannheimer, Frauke Stein, Robert Koch, Ursula Koch, Renate Pirling) und habilitierte 7 Kollegen (Vladimir Milojčić, Georg Kossack, Hermann Müller-Karpe, Günter Ulbert, Walter Torbrügge, Hermanfrid Schubart und Volker Bierbrauer).
Sein Sohn ist der Historiker Matthias Werner (* 1942).

## Schriften (Auswahl)
- Münzdatierte austrasische Grabfunde (= Germanische Denkmäler der Völkerwanderungszeit. Band 3). De Gruyter, Berlin/Leipzig 1935.
- Das alamannische Fürstengrab von Wittislingen (= Münchner Beiträge zur Vor- und Frühgeschichte. Band 2). C. H. Beck, München 1940.
- Die Zierscheiben des Thorsberger Moorfundes. Ein Beitrag zur frühgermanischen Kunst- und Religionsgeschichte (= Römisch-Germanische Forschungen. Band 16). Walter de Gruyter, Berlin 1941 (Digitalisat).
- Der Fund von Ittenheim. Ein alamannisches Fürstengrab des 7. Jahrhunderts im Elsass. Hünenburg-Verlag, Strassburg 1943.
- mit Siegfried Fuchs: Langobardische Fibeln aus Italien. Gebrüder Mann, Berlin 1950.
- Das alamannische Gräberfeld von Bülach (= Monographien zur Ur- und Frühgeschichte der Schweiz. Band 9). Birkhäuser, Basel 1953.
- Waage und Geld in der Merowingerzeit (= Sitzungsberichte der Bayerischen Akademie der Wissenschaften. Philosophisch-historische Klasse. Jahrgang 1954, Nummer 1). Verlag der Bayerischen Akademie der Wissenschaften, München 1954.
- Das alamannische Gräberfeld von Mindelheim (= Materialhefte zur Bayerischen Vorgeschichte. Band 6). Michael Lassleben, Kallmünz in der Oberpfalz 1955.
- Beiträge zur Archäologie des Attila-Reiches (= Abhandlungen der Bayerischen Akademie der Wissenschaften. Philosophisch-historische Klasse. Neue Folge, Band 38A). Verlag der Bayerischen Akademie der Wissenschaften, München 1956.
- Die Ausgrabungen in St. Ulrich und Afra in Augsburg 1961–1968 (= Münchner Beiträge zur Vor- und Frühgeschichte. Band 28). C. H. Beck, München 1977, ISBN 3-406-00493-8.
- Spätes Keltentum zwischen Rom und Germanien. Gesammelte Aufsätze zur Spätlatènezeit (= Münchner Beiträge zur Vor- und Frühgeschichte. Ergänzungsband 2). C. H. Beck, München 1979, ISBN 3-406-07323-9.